# Józef Mikołajczyk
Józef Mikołajczyk – ps. „Marcin” (ur. 1912 w Kielcach, zginął 4 lutego 1944 tamże) – żołnierz Armii Krajowej, podporucznik.
Pochodził z Niewachlowa, syn Piotra Mikołajczyka i Katarzyny z domu Detka, rodzeństwo: brat Stanisław, zginął w Oświęcimiu, siostra Maria, siostra Stanisława zmarła w 2015,  przeżywszy 90 lat, siostra Zofia zmarła, obie pochowane na cmentarzu w Kostomłotach, siostra Józefa.
Założyciel i dowódca oddziału dywersyjnego Obwodu Kieleckiego Armii Krajowej. Zastrzelony 4 lutego 1944  przez hitlerowców. Pochowany na cmentarzu Starym w Kielcach. Odznaczony pośmiertnie Krzyżem Virtuti Militari.
| Józef Mikołajczyk "Marcin" podporucznik AK                       |
| Data i miejsce urodzenia                                         |
| ---------------------------------------------------------------- |
| 1912 rok, Kielce                                                 |
| Data i miejsce śmierci                                           |
| 4 lutego 1944, Kielce                                            |
| Przebieg służby                                                  |
| Lata służby                                                      |
| do 1944                                                          |
| Stanowiska                                                       |
| dowódcy oddziału dywersyjnego Obwodu Kieleckiego AK              |
| Główne wojny i bitwy                                             |
| II wojna światowa, Polski ruch oporu w czasie II wojny światowej |
| Odznaczenia                                                      |
| Krzyż Virtuti Militari                                           |